# Stretching Out Vol. 2
Stretching Out Vol. 2 – trzeci album koncertowy The Skatalites, jamajskiej grupy muzycznej wykonującej ska.
Płyta została wydana w roku 1987 przez nowojorską wytwórnię ROIR Records. Znalazła się na niej część nagrań z występu zespołu w Blue Monk Jazz Gallery w Kingston 17 lipca 1983 roku, jak również materiały z próby generalnej muzyków przed festiwalem Reggae Sunsplash, zarejestrowane w czerwcu 1983 roku. Na krążku można usłyszeć ośmiu spośród dziewięciu członków założycieli The Skatalites; zmarłego w roku 1969 puzonistę Dona Drummonda zastąpił Calvin "Bubbles" Cameron. Produkcją całości zajął się Herbie Miller.
Pierwsza część nagrań ukazała się rok wcześniej jako Stretching Out Vol. 1. W roku 1998, również nakładem ROIR Records, ukazała się łączna reedycja obu tych albumów w postaci dwóch płyt CD.

## Lista utworów

### Strona A
1. "Lee Harvey Oswald"
2. "Black Sunday"
3. "Mood For Ska"
4. "Fidel Castro (#1)"
5. "Four Corners"

### Strona B
1. "El Pussy Cat"
2. "Exodus"
3. "Old Fowl"
4. "Fidel Castro (#2)"
5. "Welcome Back Home"

## Muzycy

### The Skatalites
- Roland Alphonso - saksofon tenorowy
- Tommy McCook - saksofon tenorowy
- Lester "Ska" Sterling - saksofon altowy
- Johnny "Dizzy" Moore - trąbka
- Jerome "Jah Jerry" Haynes - gitara
- Lloyd Brevett - kontrabas
- Lloyd Knibb - perkusja
- Jackie Mittoo - fortepian
- Calvin "Bubbles" Cameron - puzon

### Gościnnie
- Cedric "Im" Brooks - saksofon tenorowy
- Arnold "Willy" Breckenridge - trąbka
- Lord Tanamo - wokal